# Tierstein mit Hangwald und Egerquelle
Das Gebiet Tierstein mit Hangwald und Egerquelle ist ein mit Verordnung des Regierungspräsidiums Nordwürttemberg vom 14. August 1972 gebildetes Naturschutzgebiet. Mit Verordnung vom 5. Februar 2010 des Ministeriums für Ernährung und Ländlichen Raum wurde ein Europäisches Vogelschutzgebiet (Schutzgebietskennung DE-7127-401) festgelegt.

## Lage
Das rund 2,8 Hektar große Natur- und Vogelschutzgebiet liegt auf einer durchschnittlichen Höhe von 511 m ü. NHN, rund 3,6 Kilometer westlich der Bopfinger Ortsmitte am Wanderweg von der Kapfenburg nach Bopfingen.

## Beschreibung
Beschrieben wird das Gebiet als vegetationskundlich bemerkenswert wegen der Vielfalt von Pflanzengesellschaften. Auf dem Felsen Steppenheide im Wechsel mit Steppenheide-Gebüsch und -Wald. An den Flanken des Felsens Hangwald mit weitgehend naturhaftem Gepräge. Am Fuß des Felsens Geröllhalden mit sich anschließendem Schluchtwald. Geomorphologisch ein besonders schönes Beispiel eines Quellkessels mit der Egerquelle, eine der bedeutendsten Karstquellen der Ostalb.

## Lebensraumklassen
|                                                         |                                                         |  |      |      |
| Mischwald                                               | Mischwald                                               |  | 80 % | 80 % |
| Binnenlandfelsen, Geröll- und Schutthalden, Sandflächen | Binnenlandfelsen, Geröll- und Schutthalden, Sandflächen |  | 20 % | 20 % |
|                                                         |                                                         |  |      |      |

## Schutzzweck
Die gebietsbezogenen Erhaltungsziele sind je nach Art unterschiedlich beschrieben:

### Brutvögel
Brutvogelarten, die im Anhang I der Vogelschutzrichtlinie aufgelistet und für die in ganz Europa besondere Maßnahmen anzuwenden sind. In diese Kategorie fallen in Baden-Württemberg insgesamt 39 Arten.

#### Uhu(Bubo bubo)

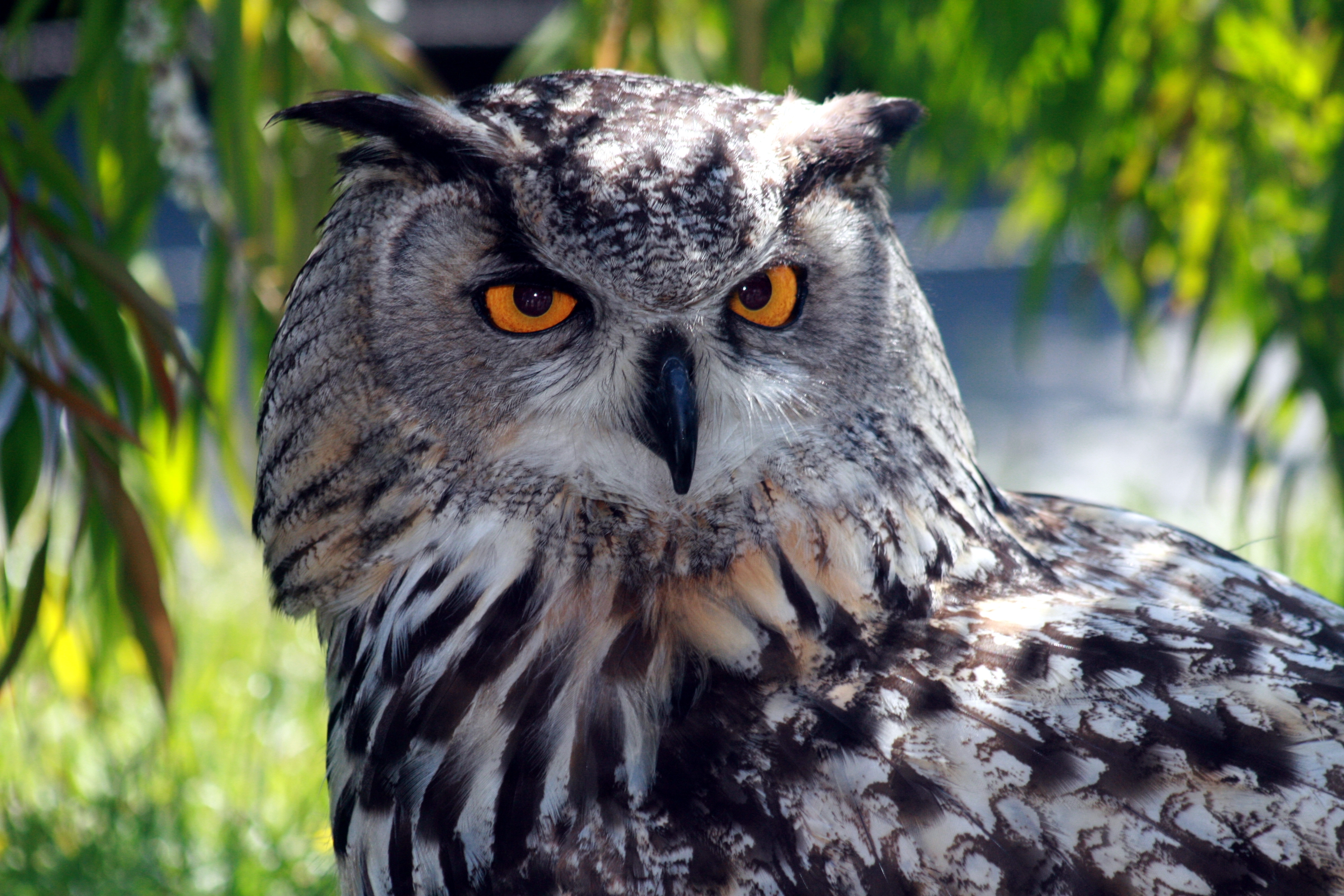
Uhu

Erhaltung der offenen Felswände und von Steinbrüchen jeweils mit Höhlen, Nischen und Felsbändern, Erhaltung von reich strukturierten Kulturlandschaften im Umfeld von vorgenannten Lebensstätten, von offenem Wiesengelände mit Heckenstreifen, Erhaltung der Lebensräume ohne Gefahrenquellen wie nicht vogelsichere Freileitungen und Windkraftanlagen sowie störungsfreier oder zumindest störungsarmer Fortpflanzungs- und Ruhestätten.

#### Wanderfalke(Falco peregrinus)

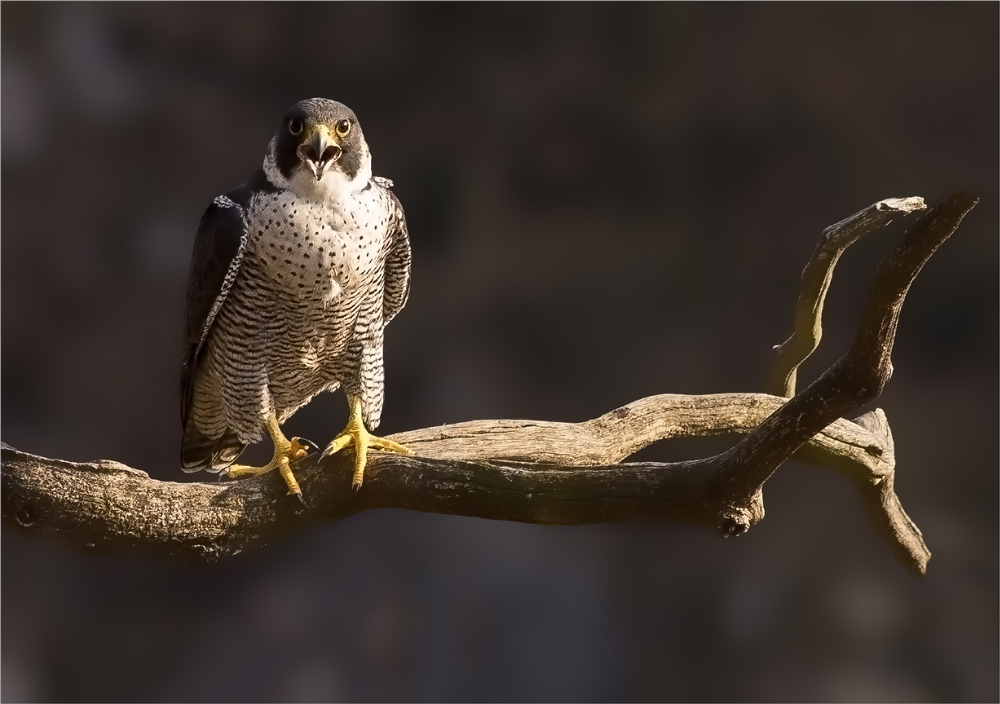
Wanderfalke

Erhaltung der offenen Felswände und von Steinbrüchen jeweils mit Höhlen, Nischen und Felsbändern, Erhaltung der Lebensräume ohne Gefahrenquellen wie nicht vogelsichere Freileitungen und ungesicherte Schornsteine sowie Erhaltung störungsfreier oder zumindest störungsarmer Fortpflanzungsstätten während der Fortpflanzung in der Zeit vom 15. Februar bis 30. Juli.